# Karl Friedrich Wilhelm Dieterici
Karl Friedrich Wilhelm Dieterici, född 23 augusti 1790 i Berlin, död där 30 juli 1859, var en tysk statistiker och nationalekonom. Han var far till Friedrich Heinrich Dieterici.
Dieterici deltog som ingenjörgeograf i krigen mot fransmännen 1813–1815, anställdes 1820 i ecklesiastikministeriet, blev 1831 geheimeöverregeringsråd och 1858 "verkligt" geheimeöverregeringsråd. Från 1834 var han dessutom professor i statsvetenskap i Berlin och från 1844 chef för Preussens statistiska byrå. Han verkade kraftfullt för att utveckla statistikverksamheten i Preussen till moderna former och tog initiativ till behandlingen av flera nya ämnen i den officiella statistiken. Som nationalekonom lade han den största vikten vid de moraliska faktorerna för folkens framåtskridande.
Dieterici utgav bland annat Die Waldenser und ihre Verhältnisse zum brandenburgisch-preussischen Staate (1831), Statistische Übersicht der wichtigsten Gegenstände des Verkehrs und Verbrauchs im preussischen Staate und im Zollverein (1838–1857) och Der Volkswohlstand im preussischen Staate (1846), vidare en rad avhandlingar för den preussiska vetenskapsakademien (huvudsakligen i befolkningsfrågor) och slutligen halvmånadsskriften "Mittheilungen des statistischen Bureaus" (1848–1859). Hans Handbuch der Statistik des preussischen Staates utgavs 1861 av sonen.